# ایون باچو
ایون باچو (رومانیایی: Ion Baciu; ۱۲ مه ۱۹۴۴ – ۲۰۰۸) کشتی‌گیر اهل رومانی بود.
وی در مسابقات کشوری و بین‌المللی در مجموع برندهٔ ۱ مدال طلا، ۲ مدال نقره، ۲ مدال برنز شده‌است.